# رومارينيو (لاعب كرة قدم مواليد 1994)
رومارينيو (بالبرتغالية: Romarinho‏) هو لاعب كرة قدم برازيلي في مركز الهجوم، ولد في 1 مارس 1994 في Ceará-Mirim ‏ في البرازيل. لعب مع نادي أيه بي سي.

## وصلات خارجية
- رومارينيو (لاعب كرة قدم) على موقع قاعدة بيانات كرة القدم.إي يو (الإنجليزية)
- رومارينيو (لاعب كرة قدم) على موقع قاعدة بيانات كرة القدم.إي يو (الإنجليزية)
- رومارينيو (لاعب كرة قدم) على موقع Soccerway.com (الإنجليزية)